# Dismorphia spio
Dismorphia spio is een dagvlinder uit de familie Pieridae (witjes). 
Dismorphia spio komt voor op Hispaniola en in Puerto Rico.  De tekening van de vlinder is zwart met geel of oranje. Opvallend is de puntige voorvleugel.  De soort kent seksuele dimorfie, dat vooral te vinden is in afwijkende tekening van de achtervleugel. Bij het mannetje is er wel en bij het vrouwtje niet een wit veld langs de voorrand.

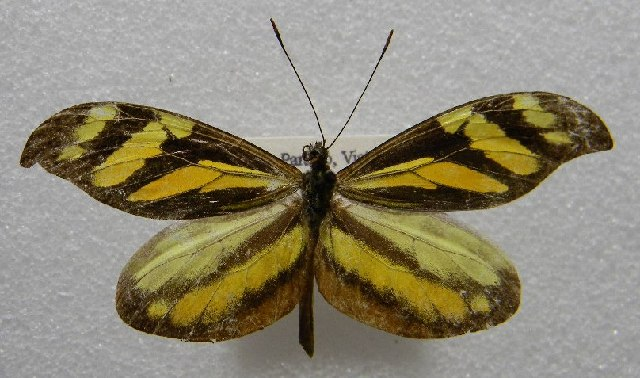
Mannetje van gele vorm